# Toca Lulu
Toca Lulu é o primeiro box do cantor e compositor carioca Lulu Santos. Lançada em 2012 pela gravadora Sony Music, a caixa é comemoração em homenagem aos 30 anos de carreira do cantor, que especialmente neste box dividiu os seus sucessos em quatro CDs, cada um trazendo um tema: Ao Vivo, Acústico, Estúdio e Pista.
O box totalizou 200 mil cópias vendidas e foi certificado em 2015 como disco de diamante. Considera-se hoje a maior coletânea de músicas da história da carreira de Lulu Santos. Ao todo, são 55 faixas que compõem o box.

## CDs temáticos
O box Toca Lulu vem com quatro CDs, cada um representando uma categoria. Dentre elas, sucessos consagrados e eternos; do outro, músicas de nível pouco relevante.
Acústico
Este álbum conta com músicas em versões acústicas. Lulu Santos foi um dos poucos artistas a ter gravado dois discos acústicos pela MTV. Por esse motivo, há neste álbum a combinação das músicas dos acústicos, de 2000 a 2010.
Ao Vivo
Nesse segundo tema, há registros ao vivo de shows feitos anos atrás. Neste álbum estão as músicas dos shows Amor à Arte e MTV Ao Vivo.
Pista
É a terceira parte do álbum. Neste álbum, Lulu Santos revela seu lado eletrônico, recordando o que se deu início com Assim Caminha a Humanidade, produzido pelo DJ Memê. Também possui cinco faixas de Eu e Memê, Memê e Eu. A maioria dos hits são produções de DJ Memê. Estão no álbum também faixas de Anticiclone Tropical, Bugalu e Longplay.
Estúdio
Por fim, Lulu apresenta o CD Estúdio. Como o nome já diz, trata-se de gravações originais, feitas em estúdio. Vale destacar na seleção Tesouros da Juventude (gravação de seminal compacto de 1981, relançada em 1987 na coletânea Último Romântico), há também "Brumário" (o principal hit do álbum Popsambalanço e Outras Levadas) e também canções menos ouvidas como Fogo de Palha (do álbum Calendário, de 1999) e Todo Universo (do álbum Programa, de 2002).

## Faixas
CD 1: Acústico
1. E Tudo Mais
2. Sábado à Noite
3. Vale de Lágrimas
4. Apenas Mais Uma De Amor
5. Tão Bem
6. Condição
7. Um Pro Outro
8. Tudo Azul
9. Esta Canção
10. Aquilo
11. Astronauta
12. Tempos Modernos
13. A Cura
14. Tudo Bem
15. Satisfação
CD 2: Ao Vivo
1. Dinossauros do Rock (Ao Vivo)
2. Sem Nunca Dar Adeus (Ao Vivo)
3. Minha Vida (Ao Vivo)
4. O Último Romântico (Ao Vivo)
5. Lei da Selva (Ao Vivo)
6. Tudo Bem (Ao Vivo)
7. Um Certo Alguém (Ao Vivo)
8. Sincero (Ao Vivo)
9. Tudo Com Você (Ao Vivo)
10. Já É! (Ao Vivo)
11. Não Identificado (Ao Vivo)
12. Casa (Ao Vivo)
13. Como Uma Onda (Ao Vivo)
CD 3: Pista
1. Delete
2. Aviso Aos Navegantes
3. Descobridor dos Sete Mares
4. Se Você Pensa
5. Fullgás
6. Toda Forma de Amor (Funky You Mix)
7. Assim Caminha a Humanidade
8. Dancin’ Days
9. Seu Aniversário (Remix)
10. Deixa Isso Pra Lá
11. Casa (A House In The Jungle Mix)
12. Tudo Igual
13. Cadê Você?
14. Chega de Dogma
CD 4: Estúdio
1. Areias Escaldantes
2. De Repente Califórnia
3. Tesouros da Juventude
4. Certas Coisas
5. Adivinha o Quê
6. Ando Meio Desligado
7. Assaltaram a Gramática II
8. Sereia
9. Lua de Mel
10. Todo Universo
11. Papo Cabeça
12. Fogo de Palha
13. Brumário

## Vendas e certificações
| País / Certificadora | Certificação | Vendas  |
| -------------------- | ------------ | ------- |
| Brasil/PMB           | Diamante     | 200.000 |